# Affaire Marina Sabatier
L'affaire Darras-Sabatier ou affaire Marina est une affaire judiciaire française liée au décès de la petite Marina Sabatier en août 2009, à l'âge de 8 ans, à la suite de sévices infligés par ses deux parents Éric Sabatier et Virginie Darras, et au terme d'une vie de maltraitance subie par l'enfant.
À l'issue d'un procès en juin 2012 à la cour d’assises de la Sarthe, les parents ont été condamnés à 30 ans de réclusion criminelle avec une période de sûreté de 20 ans pour actes de torture et barbarie ayant entraîné la mort de leur fille. Le couple, déménageant fréquemment pour compliquer les enquêtes dont il pouvait faire l'objet, dissimulait les violences exercées sur Marina par des mensonges systématiques sur l'origine des blessures de la fillette, aidé en cela par Marina, qui, comme de nombreux enfants maltraités, continuait malgré tout de porter un amour à ses parents et ne les a jamais dénoncés,.
Au-delà de la responsabilité directe des deux parents, des interrogations ont également été soulevées sur l’efficacité voire la responsabilité de différents services publics chargés de la prévention de la maltraitance, qui, malgré de nombreux signaux d'alerte transmis par des personnes ayant côtoyé Marina, n'ont pas pu empêcher la mort de la fillette,,,,.

## Faits et enquête
Marina Sabatier (27 février 2001–7 août 2009) est la fille d'Éric Sabatier et de Virginie Darras. Enfant non désirée, elle naît sous X le 27 février 2001, avant d’être récupérée un mois plus tard par sa mère, qui se remet en couple avec Éric Sabatier après une séparation commencée pendant la grossesse. Virginie Darras a déjà un petit garçon d'une autre union, et aura au total après la naissance de Marina 4 autres enfants avec Éric Sabatier.
Les violences sur Marina commencent probablement dès son plus jeune âge, Marina ayant un petit doigt tordu depuis l'âge d'environ 1 an, prétendument dû à une chute de sa chaise haute. Sur plusieurs années et jusqu’à la nuit fatale d’août 2009, Marina sera une enfant maltraitée. Seule Marina subira ce traitement, et les autres enfants seront épargnés. Les parents portaient régulièrement coups de pied, coups de poing, coups de ceinturons, et infligeaient de nombreux sévices comme des douches froides, la mise de la tête sous l'eau dans la baignoire jusqu’à suffocation, la privation de nourriture sur plusieurs jours. Ils imposaient des punitions comme marcher pieds nus sur un sol rugueux avec un sac lourd, bâillonnaient parfois leur fille avec du ruban adhésif, ou l'attachaient à son lit.
En 2006, une sœur de Virginie s’inquiète après avoir assisté à des coups portés sur sa nièce. La grand-mère de Marina contacte le numéro d'urgence pour maltraitance, sans arriver à convaincre les services du sérieux du signalement.
En 2007, à l’école de Parennes dans la Sarthe, le médecin scolaire constate des marques de sévices sur la petite Marina et effectue un signalement auprès des services sociaux.
Après un déménagement en mai 2008, la famille arrive à Saint-Denis-d'Orques. La directrice d’école reçoit de la part de l'ancienne école de Marina des informations de soupçons de maltraitance. Elle signale rapidement le cas aux services sociaux du parquet, rejointe dans sa démarche par le médecin scolaire.
Une enquête s'ouvre et, en juillet 2008, lors d'une rencontre avec un médecin légiste qui dénombre plus de 19 lésions sur la fillette, Éric Sabatier justifie toutes les blessures de Marina par des accidents de la vie courante.
Le 23 juillet 2008, la petite fille est entendue seule par deux gendarmes, qui s'interrogent sur toutes ses cicatrices. L'interrogatoire, filmé et qui sera projeté lors du procès des parents en juin 2012, montre une fillette petite pour son âge, souriante, vive et jouant d’éclats de rires, qui donne sans jamais faillir une explication à toutes ses marques sur son corps,.
Lors du procès en juin 2012, Virginie Darras se rappelle avoir menacé sa fille qu'elle « ne nous reverrait plus et qu'on pourrait aller en prison » si elle parlait aux gendarmes.
De nombreux témoignages ont montré que Marina a toujours continué à aimer ses parents et que ses mensonges, pour expliquer ses blessures, visaient à les protéger.
Le gendarme chargé de l’enquête ne rencontra jamais les fonctionnaires à l'origine du signalement, et  le 10 octobre 2008, l’enquête du parquet est classée sans suite.
De son côté, le service d'aide sociale à l'enfance (l'ASE) de la Sarthe s'enquiert le 9 mars 2009 de l'issue de l’enquête ouverte par le parquet du Mans, et, en avril 2009, demande une enquête d’évaluation après un nouveau signalement du directeur de l’école. Le document envoyé par l’école mentionne « un absentéisme répété et injustifié, de petites blessures inexpliquées et un comportement boulimique ».
Le 27 avril 2009, Marina rentre de vacances gravement blessée au pied. Elle est dans une nouvelle école, à Coulans-sur-Gée. La directrice d’école et la médecin scolaire l'envoient d'urgence à l'hôpital pour la faire soigner, elle y séjourne pendant 5 semaines. L’hôpital cherche vainement une explication médicale à l’état de la petite fille, puis fait aussi un signalement aux services sociaux qui confirme les soupçons de maltraitance. Mais le 28 mai 2009, la petite fille est renvoyée dans sa famille.
L'enquête de l'ASE ne peut démarrer que le 25 mai 2009 et, en juin 2009, l'assistance sociale chargée de l’enquête et une puéricultrice rendent visite à la famille Sabatier. Elles ne repèrent « aucun élément de danger » avec des enfants « détendus et souriants ».
Marina décède le 6 août 2009 à la suite d'une séance particulièrement brutale de sévices infligés par ses parents. Avant d’être laissée dans la cave nue, avant la nuit, elle aurait prononcé ses dernières paroles « J'ai mal à la tête, au revoir maman, à demain ».
Le 9 septembre 2009, Éric Sabatier alerte la gendarmerie de la disparition de sa fille. Au bout de trois jours de recherche, les enquêteurs découvrent des contradictions dans les informations fournies par les parents. Puis les parents craquent. Le père amène les enquêteurs jusqu'au corps de la fillette, qui est enfermée dans une caisse en plastique remplie de béton, enroulée dans un drap et 10 sacs en plastique.

## Procès des parents
Le procès des deux parents de Marina s'est déroulé du 11 au 26 juin 2012 devant la cour d’assises de la Sarthe. Quatre des plus importantes associations de protection de l'enfance en France se sont portées parties civiles, une première pour ce type de procès, pour, d’après un des avocats de l'une d'entre elles, « marquer le coup ».
De nombreux témoins ont été interrogés pour tenter de comprendre la manière dont le cas de la petite Marina a été suivi par les institutions responsables. Visés dès avant le procès par les reproches de la partie civile, les services départementaux d'aide sociale à l'enfance (ASE) ont reçu une note du président du Conseil général, Jean-Marie Geveaux, qui les soutient et nie toute faute de ses services. Cette lettre, révélée par le journal Ouest-France, a suscité des critiques de la part des associations en partie civile.
En ce qui concerne les parents, même s'ils ont reconnu de manière générale les faits et exprimé des regrets, le procès n'a pas permis de véritablement comprendre leurs motivations et l'origine du traitement particulier que subissait Marina, à l'opposé de ses frères et sœurs.
Deux scènes particulièrement émouvantes lors du procès ont été la diffusion du film de l'entretien de Marina avec deux gendarmes en juillet 2008 et le témoignage du demi-frère aîné de Marina, âgé de 13 ans au moment du procès, qui a exprimé son ressentiment à l’égard de ses parents qui l'ont manipulé toutes ces années en lui demandant de mentir à l'entourage sur des choses dont il ne savait pas vraiment à l’époque si elles étaient « normales ».
Le jour du verdict, le 26 juin, les parents sont condamnés à la même peine de 30 ans avec période de sûreté de 20 ans.
« Cette enfant n’a pas eu la protection qu’elle méritait » compte tenu, a insisté l’avocat général, du « manque de clairvoyance des professionnels chargés de la protection des mineurs, dans lesquels j’inclus bien évidemment le parquet ».
Éric Sabatier meurt en prison en septembre 2016 d'un cancer foudroyant à l'âge de 44 ans.

## Polémique sur les dysfonctionnements des institutions
Malgré la longueur du calvaire de Marina, l'absence de la part de différentes institutions de l’État d'une réaction suffisante pour protéger la fillette, alors qu'il y avait eu un signalement judiciaire, a suscité des critiques et condamnations de la part de plusieurs associations de protection de l'enfance,,,,.
Ainsi, au cours du procès de juin 2012, qui se focalisait sur la responsabilité des parents de Marina, quatre associations qui s’étaient portées partie civile ont  commencé à pointer du doigt ce qu'elles estimaient être des dysfonctionnements et défaillances du système de protection de l'enfance en France, en particulier des services sociaux du département de la Sarthe et du parquet.
Le manque de coordination et de suivi des dossiers entre les différentes institutions et la superficialité de l'enquête pénale ont notamment été reprochés. Seule l'institution scolaire a paru échapper aux critiques, du fait de la transmission des informations entre les multiples écoles où Marina a été scolarisée et la promptitude du corps enseignant à signaler ses soupçons.
À la suite des procès des parents, plusieurs associations ont annoncé leur intention de poursuivre les actions en justice, cette fois-ci pour aborder la question du rôle des services de l’État, et ont affiché leur volonté de proposer des mesures d’amélioration de la protection de l'enfance,,. L'objectif annoncé est qu'il y ait un « avant » et un « après Marina ».
La mobilisation va même prendre la forme d'une Marche Blanche pour Marina, laquelle aura lieu à Paris le 18 novembre 2012. Le message passé lors de cette manifestation visait à dénoncer une logique à l'œuvre au sein des services de la protection de l'enfance dont résultait aussi bien la mort de Marina que des placements injustifiés d'enfants.
D'un autre côté, des voix se sont élevées pour défendre les institutions mises en cause, en particulier les services sociaux. Celles-ci ont argué que l'administration n'avait fait que respecter le cadre de travail et les procédures prévus pour la prévention de la maltraitance, et qu'il y aurait danger à tirer d'une seule affaire, même dramatique, des conclusions sur l’efficacité générale d'un système,,,.
Le risque a également été pointé que, sous la crainte d’être un jour accusé de négligence ou non-assistance à personne en danger, l'administration et ses personnels réagissent trop rapidement et excessivement au premier soupçon de maltraitance, sans prendre le temps d'obtenir un minimum de certitude que l'action entreprise est la bonne et va favoriser la vie de l'enfant. Il demeure cependant que, lors du procès Marina, l'avocat général a explicitement mis en cause la responsabilité du Conseil général de la Sarthe et que la mortalité infantile pour faits de maltraitance (10 à 20 décès par an, officiellement, alors que des études parlent d'au moins 30 et jusqu’à 200, rien que pour les bébés, tués chaque année,) demandera peut-être des modifications législatives, peut-être y compris pour certains sur la définition de la non-assistance à personne en danger.
Un des points de débat est la nouvelle loi de protection de l'enfance de mars 2007, qui donne un rôle plus important aux services sociaux pour la prévention de la maltraitance, mais qui est d’après certains observateurs mal comprise et mal appliquée.[réf. nécessaire]
L'autre point consiste à s'interroger sur la capacité du parquet à se remettre en cause alors que l'action des associations de défense de l'enfance est mise en échec par une décision de justice.
Le 26 mars 2015, l’association Innocence en Danger a déposé une requête contre la France auprès de la Cour européenne des droits de l'homme (CEDH), à la suite des dysfonctionnements qui ont eu lieu dans l’affaire de la petite Marina, conduisant à la mort de l’enfant. Selon le site 20minutes.fr, la CEDH a adressé, le 27 septembre 2017, une requête officielle à l’État français afin de savoir s'il a vraiment « respecté son obligation de protéger Marina contre les agissements de ses parents ».
Le 4 juin 2020, la CEDH condamne la France à verser un euro symbolique aux associations Innocence en danger et Enfance et partage (parties civiles) et à payer leurs frais d'avocats pour les lourdes carences administratives qui ont mené à la mort de Marina Sabatier,.

### Documentaire télévisé
- Le Calvaire de Marina (troisième reportage) dans «... dans le grand Ouest » le 6 et 13 mai 2013, 28 avril, 5 et 13 mai 2014 dans Crimes sur NRJ 12.
- La Maladroite, téléfilm d'Éléonore Faucher, 2019.